# Sandra (imię)
Sandra – żeńskie imię powstałe jako usamodzielnione zdrobnienie imienia Aleksandra; może stanowić również zdrobnienie od Kasandry. W Polsce imię Sandra zaczęło być sporadycznie nadawane prawdopodobnie w latach 20 XX w., a większą popularność zdobyła w latach osiemdziesiątych XX w.; obecnie nadawalność tego imienia wykazuje tendencję spadkową. Wśród imion nadawanych nowo narodzonym dzieciom Sandra zajmuje aktualnie 61. miejsce w grupie imion żeńskich.
W niektórych krajach analogicznie zdrabnia się również imię Aleksander, tj. Sandro, Sandor itp.
Sandra imieniny obchodzi razem z Aleksandrą, m.in. 18 maja.
Znane osoby noszące imię Sandra:
- Sandrine Bailly – biathlonistka francuska
- Sandra Beltran – kolumbijska aktorka
- Sandra Bem – amerykańska psycholog
- Sandra Bullock – aktorka amerykańska
- Sandra – niemiecka piosenkarka
- Sandra Day O’Connor – amerykańska prawniczka
- Sandra Echeverría – meksykańska aktorka i piosenkarka
- Sandra Eriksson – fińska lekkoatletka
- Sandra Hess – aktorka amerykańska
- Sandra Hüller – aktorka niemiecka
- Sandra Kalniete – komisarz UE pochodzący z Łotwy
- Sandra Korzeniak – polska aktorka
- Sandra Klösel – tenisistka niemiecka
- Sandra Kubicka – polska celebrytka i prezenterka telewizyjna
- Sandra Lewandowska – posłanka na Sejm RP V kadencji z ramienia Samoobrony
- Sandra Minnert – futbolistka niemiecka
- Sandra Nasić – wokalistka zespołu Guano Apes
- Sandra Näslund – szwedzka narciarka dowolna
- Sandra Oh – aktorka kanadyjska
- Sandra Perković – chorwacka lekkoatletka
- Sandra Ringwald – niemiecka biegaczka narciarska
- Sandra Samos – polska aktorka
- Sandra Smisek – niemiecka futbolistka
- Sandy West – wokalistka rockowa